# Miguel Esteban
Miguel Esteban è un comune spagnolo di 4 935 abitanti situato nella comunità autonoma di Castiglia-La Mancia.